# جون ديفين (لاعب كرة قدم بريطاني)
جون ديفين (بالإنجليزية: John Devine)‏ (9 يوليو 1933 بليفربول في المملكة المتحدة - ) هو لاعب كرة قدم بريطاني في مركز جناح ‏. لعب مع نادي ريل ونادي تشستر سيتي وNew Brighton A.F.C. ‏.